# Haliplus camposi
Haliplus camposi is een keversoort uit de familie watertreders (Haliplidae). De wetenschappelijke naam van de soort is voor het eerst geldig gepubliceerd in 1948 door Guignot.